# Gmina Skærbæk
Gmina Skærbæk (duń. Skærbæk Kommune) – w latach 1970–2006 (włącznie) jedna z gmin w Danii w okręgu południowej Jutlandii (Sønderjyllands Amt). 
Siedzibą władz gminy było miasto Skærbæk. 
Gmina Skærbæk została utworzona 1 kwietnia 1970 na mocy reformy podziału administracyjnego Danii. Po kolejnej reformie w 2007 r. weszła w skład nowej gminy Tønder.

## Dane liczbowe
- Liczba ludności: (♀ 3620 + ♂ 3674) = 7294
  - wiek 0-6: 7,4%
  - wiek 7-16: 13,9%
  - wiek 17-66: 62,9%
  - wiek 67+: 15,8%
- zagęszczenie ludności: 20,3 osób/km²
- bezrobocie: 4,7% osób w wieku 17-66 lat
- cudzoziemcy z UE, Skandynawii i USA: 333 na 10 000 osób
- cudzoziemcy z krajów Trzeciego Świata: 110 na 10 000 osób
- liczba szkół podstawowych: 4 (liczba klas: 42)